# بازی مرکب: چالش
بازی مرکب: چالش (انگلیسی: Squid Game: The Challenge) یک مجموعه تلویزیونی رقابتی ریلتی شو بریتانیایی بر پایه مجموعه نتفلیکس کره جنوبی، بازی مرکب است. این مجموعه ده قسمتی، همکاری بین کمپانی‌های تلویزیونی مستقل استودیو لمبرت و د گاردن است. بازی مرکب: چالش در ۲۲ نوامبر ۲۰۲۳ از نتفلیکس منتشر شد.

## تولید
در ژوئن ۲۰۲۲، گزارش شد که نتفلیکس سفارش تولید این مجموعه را ارائه داده‌است.

## فیلم‌برداری
فیلم‌برداری در ژانویه ۲۰۲۳ در کاردینگتون استودیوز در بدفورد و سیکس جاینت ساوند استیجز در بارکینگ، لندن در بریتانیا آغاز شد.